# Mathias Brunet
Mathias Brunet (Montréal, 12 décembre 1968) est un journaliste sportif. À la suite de ses études en histoire à l’UQAM, il est recruté par le journal La Presse en 1994 pour faire la couverture des Canadiens de Montréal. Après avoir consacré 10 ans de couverture presque quotidienne pour les Canadiens de Montréal, Mathias prend la décision de couvrir les événements entourant la Ligue nationale de hockey. Pour ce faire, il s’est créé un blogue, vieux de quelques années déjà, où il expose ses opinions et analyses sur le hockey.
Mathias Brunet co-anime le balado Processus avec Simon Boisvert, depuis le 23 janvier 2024. Il est collaborateur à la radio BPM Sports.  
Mathias est également l’auteur des huit livres suivants : 

- Michel Bergeron à cœur ouvert (2009)
- Robert Bédard : le champion méconnu (2007)
- Mémoires d’un dur à cuire (2005)
- Paroles d’hommes (2002)
- Mario Tremblay : le bagarreur
- Avions, hôtels… et Glorieux : un an dans les coulisses du Canadien (1998)
- Patrice Bernier, maître de son destin (2020)
- Pierre Gervais (2022)[6]